# MSN Companion
MSN Companion là một thiết bị đầu cuối máy tính cá nhân quy mô nhỏ được thiết kế để dễ dàng truy cập các dịch vụ MSN trên mạng Internet, chẳng hạn như Hotmail, trong khi giá cả vẫn rẻ và dễ sử dụng. Chúng được thiết kế dành cho những người có ít kiến thức về máy tính hoặc công nghệ, và nhiều loại còn bao gồm một số tính năng dành riêng cho người già hoặc người khuyết tật, chẳng hạn như màn hình dễ đọc hơn. Thiết bị này do chính hãng Microsoft thiết kế.
MSN Companion lần đầu tiên được Microsoft công bố tại hội nghị COMDEX vào tháng 11 năm 1999, với lời mô tả kiểu như 'sự đồng hành Web dựa trên MSN'. Tháng 6 năm 2000, các công ty như Vestel USA Inc, Compaq và eMachines bắt đầu hợp tác với Microsoft để tạo ra mẫu MSN Companion đầu tiên. Các bản mô phỏng RCA, Acer và Inventec Companions cũng được trưng bày ra thị trường.
Tất cả mẫu MSN Companion đều chạy phiên bản đầu tiên của Microsoft Windows CE, và được cấp kèm theo Microsoft Internet Explorer 4.0.
Mẫu máy Vestel bao gồm màn hình 15 inch (hoặc màn hình LCD 10 inch) và bàn phím PS/2 với tấm lót chuột. Bản thân thiết bị có bộ nhớ 32MB (+ 16MB flash), bộ xử lý Geode 200 MHz, hai cổng USB, giắc cắm điện thoại và cổng song song.
Mẫu máy eMachines cũng tương tự, cung cấp màn hình 17 hoặc 19 inch thay vì màn hình LCD và bàn phím 'eBoard' và chuột độc lập.
Compaq MSN Companion xuất xưởng với màn hình LCD và bàn phím không dây tích hợp chuột. Máy Compaq có bộ nhớ 32MB (+ 16MB flash), bộ xử lý AMD 266 MHz, bốn cổng USB, giắc cắm điện thoại và, trong một số kiểu máy, có cổng ethernet để kết nối mạng.